# Thomas Jefferson University

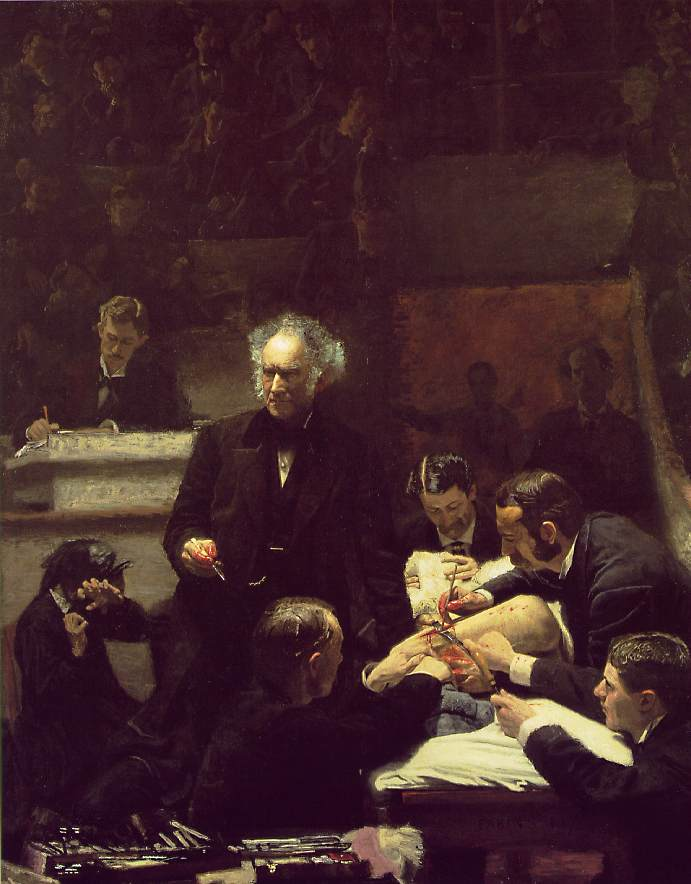
The Gross Clinic

Uniwersytet Thomasa Jeffersona (ang. Thomas Jefferson University) – niezależna, wyższa szkoła medyczna i ośrodek badawczy położony w centrum Filadelfii w Stanach Zjednoczonych. Uczelnia powstała w 1824 roku jako Jefferson Medical College. Swoją obecną nazwę nosi od 1 lipca 1969 roku.